# William Doria
William Doria (* 1820; † 24. Oktober 1889 in Nizza) war ein britischer Diplomat.

## Leben
William Doria war der Sohn von Nicholas Dorier Marchese di Spineto (* 1774; † 1849), ein Interpreter. Er heiratete Mary James Scrymsoure Fothringham.
Doria wurde am 15. November 1841 zum Student Attaché an der Botschaft an der Hohen Pforte in Konstantinopel ernannt.
Am 19. März 1845 wurde er zum bezahlten Attaché dritter Klasse befördert.
Am 5. Juni 1847 wurde er vorübergehend an die Botschaft in Teheran abgeordnet.
Am 19. Oktober 1852 wurde er zum bezahlten Attaché zweiter Klasse in Konstantinopel befördert
Von Januar bis April 1855 war auf einer Spezialmission in den Donauprovinzen während des Krimkrieges.
Von 24. Februar 1858 bis Dezember 1859 war er Gesandtschaftssekretär in Teheran, wo er von 1. Oktober 1858 bis 7. Dezember 1859 Geschäftsträger war.
Von 4. Mai 1860 bis 1863 war er Gesandtschaftssekretär bei den Vereinigten Staaten von Argentinien in Buenos Aires.
Im September 1862 war er auf einer speziellen Mission nach Asunción, Paraguay.
Vom 27. Juni 1862 bis 15. Dezember 1863 war er Geschäftsträger in Buenos Aires.
Am 16. Juni 1864 wurde er zum Gesandtschaftssekretär in Hannover ernannt.
1867 wurde er unter Lord Augustus Loftus Gesandtschaftssekretär in Lissabon.
Auf den Posten war er zeitweise Geschäftsträger.
Am 25. September 1872 war er Geschäftsträger in Lissabon und verhandelte in einem Schiedsverfahren um Lourenço Marques.
William Doria wurde am 1. August 1877 in den Ruhestand versetzt.